# Tchia
Tchia — инди-игра, приключенческий боевик от третьего лица, разработанный независимой студией Awaceb в Монреале. Его выход состоялся 21 марта 2023 года на платформах Microsoft Windows, PlayStation 4 и PlayStation 5. В нём игрок управляет девочкой Чией, которая должна спасти своего отца. Игрок исследует обширный открытый мир. Чия может с помощью магии переселяться в животных или предметы, чтобы обходить препятствия, а также применять разные заклятия с помощью укулеле.
Разработчики при создании Tchia вдохновлялись географией и культурой Новой Каледонии — французской колонии в Тихом океане. Они хотели создать игру с большим разнообразием игровым механик, чтобы игрок мог выбирать свой темп и стиль прохождения. Музыка к игре создавалась с участием каледонийских музыкантов.
Игра получила в целом смешанные отзывы со стороны игровых критиков, хваливших Tchia за поощрение экспериментов и творческого подхода к преодолению препятствий. Они также оценили изображение туземной культуры. Открытый мир получил более неоднозначные оценки, в том числе некоторые критики указали на то, что сами по себе интересные механики порой работают беспорядочно и мешают друг другу.

## Игровой процесс
Tchia — это приключенческий боевик от третьего лица, где игрок управляет Чией — маленькой девочкой, которая должна исследовать тропический архипелаг, чтобы спасти своего отца. Он был похищен злым божеством Меёворой, который захватывает родину Чии. Сама девочка живёт на архипелаге, прообразом которого стала Новая Каледония. 

Игрок должен путешествовать по открытому миру и исследовать его

У Девочки есть способность, позволяющая вселяться в животных и устанавливать временный контроль над ними и невоодушевлёнными предметами, чтобы попадать в недоступные области, решать головоломки и защищаться от врагов. Например управление собакой позволяет Чие выкапывать карты сокровищ. Всего девочка может овладеть около 30 видами животных и около сотни предметов. Тем не менее Чия может прибегать к этой способности на короткое время, пока её показатель души не истощится. Игра предлагает открытый мир, взаимодействие героини с окружающим миром и предметами во многом подчиняется физике. У девочки также есть показатель выносливости, который истощается при совершении каких либо действий. Чтобы восполнять его, чия должна питаться, она может готовить еду.
Большею часть своего времени Чия должна исследовать архипелаг в своей человеческой форме, она может быстрее передвигаться по архипелагу через водоёмы, используя плот или планируя, держать за тряпку-планер. Чия обладает продвинутыми акробатическими навыками и может забираться почти на любые поверхности, например забираться на горы или взбираться на деревья. Фактически основная задача игрока — исследовать мир, открывать новые локации, проходить мини-игры, находить сундуки с коллекционными предметами и встречать неигровых персонажей, которые будут давать героине побочные квесты. Одна из мини-игр — музыкальная игра, позволяющая Чие играть на волшебном укулеле. Собирая особые предметы, девочка открывает доступ к особым мелодиям душ. Например с помощью них Чия может призывать животных, которые требуются для перенятия контроля, изменять время суток или погодные условия. Тем не менее вышеописанные особенности не обязательны для игрового прохождения. В игре присутствуют сражения, но очень редкие. Большая часть игры посвящена изучению окружающего пространства. Игрок также сможет изучать игровой мир после завершения сюжетной линии. В игре нельзя умереть, в случае истощения девочка потеряет сознание, проснувшись у костра, где она спала в последний раз. При столкновении с врагом и поражении её запрут в клетку, он куда она сможет выбраться. В игре также предусмотрена возможность перепрыгивать важные события, если игрок например застрял. Есть возможность настроить внешний вид Чии и её плота.

## Разработка
Разработкой игры занималась независимая студия Awaceb в Монреале. В команду входили 12 человек. Раннее команда выпустила двухмерный приключенческий платформер Fossil Echo. В 2019 году команда получила финансирование со стороны Kowloon Nights. Изданием игры занималась Kepler Interactive — лейблом, управляющим несколькими независимыми студиями, в том числе Awaceb. Tchia была создана на движке Unreal Engine.

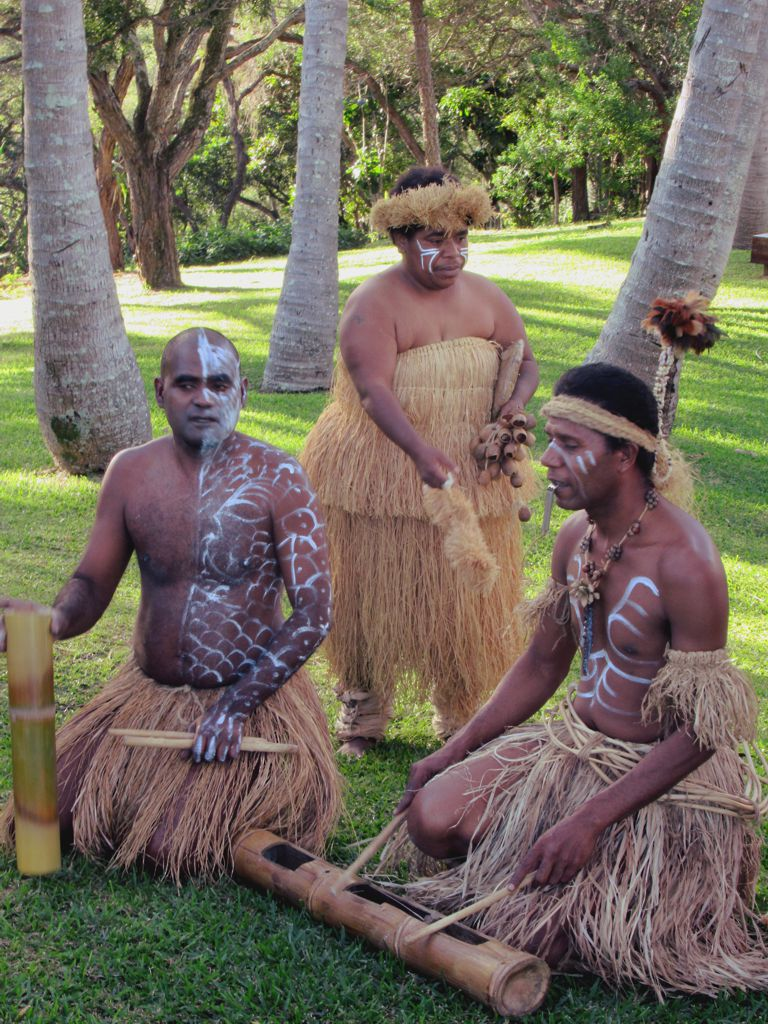
Игровой мир и его персонажи отсылают к культуре канаков

Место действия, в котором происходит игры было вдохновлено природой и культурой Новой Каледонии, от куда родом сами основатели студии. В частности команда изучала культуру канаков. Одна из главных целей команды было передать чувство, будто игрок сам исследует Каледонию, но с точки зрения ребёнка. Большинство членов разработчиков путешествовали в Лифу для дополнительного исследования культуры и демонстрации демо-версии игры коренному населению. Команда затем воссоздала некоторые достопримечательности, увиденные в Лифу. Как и аборигены Новой Каледонии, персонажи в игре говорят как на французском, так и на деху. Студии было крайне сложно набирать подходящий актёрский состав для озвучивания ввиду малой распространённости языка и отсутствия профессиональных актёров. Главная героиня Чия задумывалась, как любопытная и «немного наивная» девочка, по мере того, как она исследует мир, Чия встречает различных людей и помогает им в разрешении их конфликтов, разрушая барьер между разными сообществами. Игровая механика «прыжка души» была вдохновлена мифами об оборотничестве в Новой Каледонии.
Механика с момента её изобретения прошла через несколько итераций, по изначальной задумке это был телекинез, где игрок параллельно управлял Чией и животным, но такая механика оказалась слишком неудобной в бою. Затем предлагалась идея переключения между управлением девочкой и животным, Чия бы входила в подобие транса, однако это слабо помогало в продвижении. С тоски зрения игрового процесса разработчики рассматривали игру, как игрушечную коробку, где игрок может экспериментировать с разнообразными игровыми механиками и выбирать собственный стиль прохождения. Так как «прыжок души» позволял легко обходить ограничения, разработчики должны были удостовериться, чтобы прохождение уровня не становилось слишком лёгким, также обращение в мелкие предметы требовало прорабатывать мелкие детализации окружающего пространства. Проработка мира стала самой сложной частью в разработке, в том числе он не должен был провоцировать проседание кадров. Работа над боевой системой началась позже, когда разработчики закончили работу над основными механиками и на их основе уже создавались бои.
Игра была анонсирована на мероприятии  The Game Awards 2020. Изначально она должна была быть выпущена в 2022 году, но релиз был перенесён на 2023 год. Официальный выход игры состоялся 21 марта 2023 года на платформах Microsoft Windows, на Epic Games Store, PlayStation 4 и PlayStation 5.

## Музыка
Музыку к игре написал Джон Роберт Матц, он раннее работал над музыкальным сопровождением к Fossil Echo от Awaceb. Матц назвал проделанную работу в итоге своим самым амбициозным проектом, учитывая что композитор писал музыку к играм уже 10 лет. Для этого он изучал традиционную новокаледонскую музыку и инструменты. Для записи своих треков он привлекал новокаледонских народных певцов и музыкантов. Сложность была связана с языковым барьером и тем, что эти музыканты не знали нот. В итоге Матц на базовом уровне освоив фонетически французский и дреху, сам записывал вокал и отправлял записи музыкантам, чтобы они перепивали его.  Матц в том числе составил аккорды для игры на укулеле. По мере игрового прогресса, игрок получает доступ ко всё более сложным мелодиям. Изначально композитор создавал звуковые дорожки в Logic и затем ждал отзыва от Фила, который решал, нравится ему тема или нет. Помимо народных новокаледонских инструментов, Матц также записывал мелодии с участием небольшого оркестра, объединяя классическую музыку с народными мотивами.

## Критика
| Сводный рейтинг       | Сводный рейтинг          |
| Агрегатор             | Оценка                   |
| --------------------- | ------------------------ |
| Metacritic            | (PC) 77/100 (PS5) 77/100 |
| Иноязычные издания    |                          |
| Издание               | Оценка                   |
| Destructoid           | 8,5/10                   |
| Digital Trends        | [ 24 ]                   |
| Edge                  | 7/10                     |
| Game Informer         | 8,5/10                   |
| GamesRadar+           | [ 27 ]                   |
| Hardcore Gamer        | 3,5/5                    |
| PC Gamer (US)         | 90/100                   |
| Push Square           | [ 29 ]                   |
| Shacknews             | 9/10                     |
| Русскоязычные издания |                          |
| Издание               | Оценка                   |
| StopGame.ru           | «Похвально»              |

Tchia получила в целом положительные отзывы со стороны игровых критиков, по версии агрегатора Metacritic средняя оценка составила 77 баллов из 100 возможных.
Критик сайта Twinfinite назвал Tchia одной их своих самых любимых игр и обязательно рекомендует её всем любителям открытого мира. Рецензент PC Gamer назвал игру «наслаждением, очаровательным миром, наполненным приключениями, красотой, весельем и множеством очаровательных персонажей». Редактор сайта IGN назвал игру в целом годным проектом, чьим создателям удалось воплотить всё задуманное на бумаге. Критик Hardcore Gamer наоборот заметил, что задумка создателей оказалась для них слишком амбициозной, Tchia предлагает множество интересных, но не до конца реализованных идей, сама игра страдает от отсутствия оригинальности. Представитель GameReactor назвал Tchia визуально красивой игрой с приятной музыкой и проработанной вселенной, но с точки зрения игрового процесса она чувствуется слишком сырой.
Рецензенты хвалили то, как в игровой процесс внедрены механики физики, что по мнению критика Twinfinite делает игру пока единственной в своём роде. Некоторые обозреватели оценили то, как игра заставляет нестандартно и творчески подходить к изучению игрового мира и решения головоломок. Тем не менее отсутствие инструкций в начале прохождения может сделать прохождение сложным и запутанным, тем более, что игра нарочно сильно ограничивает Чию показателем выносливости, заставляя игрока прибегать к магии и необычным трюкам, чтобы сэкономить время и силы героини. Рецензент IGN назвал представленные в игре головоломки в целом довольно однообразными, хотя это незначительное замечание на фоне общей проработанности исследовательского геймплея. Критики Hardcore Gamer и GameReactor c одной стороны похвалили обилие игровых механик в игре, но ругали игру за то, что вместе все эти механики вкупе с открытым миром порой противоречат друг другу и в какой то момент прохождение игры начинает ощущаться, как большой беспорядок. Обозреватели оценили механику «прыжка души», позволяющую с помощью животных или предметов пробираться в недоступные для человека области или просто развлекаться в игре. Только эта особенность по мнению критика Twinfinite обеспечивает половину веселья от игры.
Критики похвалили открытый мир, богатый на загадки, заметив что после завершения основной сюжетной линии, игроку потребуется куда больше времени на изучение мира. Обозреватель twinfinite похвалил то, что игра позволяет в своём темпе исследовать игровой мир. Игрок сам решает, будет ли он гоняться за Мейворой, или погрузится в исследование мира. Во втором случае игра в полной мере вознаграждает за это, позволяя Чие улучшить характеристики и набрать множество способностей. В этом плане игра схожа с Skyrim или Assassin's Creed: Odyssey, но подойдёт начинающим геймерам. Обозреватель IGN увидел в исследовательском аспекте схожесть в игрой Breath of The Wild, в том числе и в шкалах выносливости. Рецензент PC Gamer оценил то, как Tchia превращает свой мир в площадку для акробатических путешествий, обеспечивающую самое весёлое исследование открытого мира, которое критик когда-либо испытывал. Представитель Hardcore Gamer оставил более сдержанный отзыв, назвав открытый мир и исследования слишком типичными для игр такого жанра и прожжённым исследователям, опробовавшим Assassin's Creed или Far Cry будет просто не интересно исследовать мир. Критик также указывал на то, что игра временами заставляет игрока бессмысленно перемещаться на большие расстояния. Представитель GameReactor также назвал представленный мир слишком пустым, скорее больше похожим на большие декорации, которым так не хватает побочных миссий.
Некоторые рецензенты признались, что многое узнали через игру о культуре Новой Каледонии и что в игре чётко прослеживается послание о любви создателей к реальному месту и её культуре. Он привязался к главной героине, назвав её милой и добродушной девочкой. Критик IGN также привязался к героине, заметив, как игра демонстрирует её личностный рост. Он также высоко оценил увиденную культуру в игре, художественную эстетику и саундтрек, но ругал игру за падение частоты кадров в некоторых моментах. Представитель Hardcore Gamer назвал игру хоть и приятной, но не оригинальной, упоминая например явную жанровую и тематическую схожесть с Kena: Bridge of Spirits.